# Taeniolella delicata
Taeniolella delicata is een parasiet die leeft op korstmossen. Hij leeft op vliegenstrontjesmos (Amandinea punctata) en het gewone kraterkorst (Caloplaca obscurella).

## Kenmerken
Conidia meten 4-17 × 3-7 µm. Conidioforen komen individueel of in kleine groepjes voor en meten 8–80 × 2,5–6,5 (–8) μm.

## Verspreiding
In Nederland is de soort zeer zeldzaam.